# Wes Foderingham
Wesley Andrew Foderingham (* 14. ledna 1991 Londýn) je anglický profesionální fotbalový brankář, který chytá za anglický klub Sheffield United FC. Je také bývalým anglickým mládežnickým reprezentantem.

## Klubová kariéra

### Crystal Palace
Foderingham se v roce 2000 dostal do akademie Fulhamu a v roce 2010 se přesunul do jiného londýnského celku, a to do Crystal Palace. V A-týmu nedostal příležitost, a tak putoval po hostováních v nižších soutěžích, nejprve zamířil do šesté ligy do Bromley a Borehamu a následně do Histonu hrajícího pátou nejvyšší soutěž.

### Swindon Town
V říjnu 2011 odešel Foderingham na roční hostování s opcí do Swindon Town, který hrál League Two. Stal se brzy brankářskou jedničkou trenéra Paola Di Cania a ve své první sezóně vychytal klubu postup do League One. V létě 2012 přestoupil do Swindonu natrvalo.
V klubu Foderingham chytal i následující tři sezóny v třetí nejvyšší soutěži, než mu v létě 2015 vypršel kontrakt. Dohromady v dresu Swindon Townu odchytal 191 soutěžních utkání, v nichž udržel 71 čistých kont.

### Rangers
Dne 3. července 2015 podepsal Foderingham tříletou smlouvu se skotským klubem Rangers FC. V klubu se ihned stal brankářem číslo jedna, a ve své první sezóně postoupil s klubem do skotské nejvyšší soutěže.
V červenci 2018 přišel Foderingham pod vedením nového manažera Stevena Gerrarda o pozici brankářské jedničky, a to především kvůli návratu skotské brankářské legendy Allana McGregora. Foderingham tak strávil dvě následující sezóny výhradně na lavičce, a klub v létě 2020 po vypršení smlouvy opustil.

### Sheffield United
Foderingham se 17. července 2020 přesunul do anglického Sheffieldu United. Ve své první sezóně pouze kryl záda Aaronu Ramsdaleovi a jen z lavičky přihlížel sestupu Sheffieldu do EFL Championship. Ramsdale po sezóně přestoupil do Arsenalu a Foderingham se stal brankářskou jedničkou. V září 2021 sice o pozici přišel na úkor Robina Olsena, ale na konci listopadu se opět vrátil mezi tři tyče a Olsena už do konce sezóny do branky nepustil.
Brankářskou jedničkou zůstal i pro sezónu 2022/23, ve které s klubem došel až do semifinále FA Cupu a 18 čistými konty v 40 ligových zápasech pomohl Sheffieldu k postupu zpátky do Premier League z druhého místa.
V anglické nejvyšší soutěži debutoval 12. srpna 2023 při prohře 0:1 s Crystal Palace.